# Grêmio Foot-Ball Porto Alegrense
Maillots
Actualités
Le Grêmio Foot-Ball Porto Alegrense est un club de football brésilien basé à Porto Alegre, capitale de l'État du Rio Grande do Sul. Il a été créé le 15 septembre 1903 par des immigrants italiens et allemands. Sa mascotte est le mosqueteiro (mousquetaire) et le surnom du club est Tricolor (bleu, noir et blanc). 
Le palmarès est fourni mais ses quatre principaux titres ont été remportés au-delà des frontières brésiliennes, une Coupe intercontinentale en 1983 et trois Copa Libertadores (1983, 1995 et 2017). En 2017, Grêmio atteint sa cinquième finale, qui fut disputée face au club argentin de Lanús, et en est sorti vainqueur sur le score de 3 buts à 1 au cumul des deux rencontres (1 à 0 à l'aller puis 2 à 1 au retour).
Le grand rival du club est le SC Internacional, autre équipe de Porto Alegre de Série A brésilienne. Le derby s'appelle Grenal. Il est disputé depuis le 18 juillet 1909 où le Grêmio avait battu l'Inter 10 à 0.
Les Tricolors sont aussi connus pour avoir vu les premiers pas de Ronaldinho, Anderson et Emerson en tant que footballeurs professionnels. C'est aussi avec Gremio que Luis Felipe Scolari, le Felipão, a connu ses premières années de gloire en tant qu'entraîneur professionnel.

## Historique

### Les premières années
Le 7 septembre 1903, la première équipe brésilienne de football, le Sport Club Rio Grande dispute un match d’exhibition à Porto Alegre. Un entrepreneur de Sorocaba dans l’État de São Paulo nommé Cândido Dias follement épris de ce sport décide de se rendre auprès du terrain pour voir le match. Au cours de la partie, le ballon se crève et comme Dias était le seul spectateur présent propriétaire d’un ballon de football, il le leur prête pour permettre au match de se terminer. Après le match, il parle aux joueurs et leur demande où trouver un club pour pratiquer le football. Le 15 septembre 1903, 32 personnes, y compris Cândido Dias, se retrouvent au restaurant Salão Grau et fondent le Grêmio Foot-Ball Porto Alegrense. Carlos Luiz Bohrer en est le premier président.
Le nouveau club dispute son premier match le 6 mars 1904 contre Fuss Ball Porto Alegre. Grêmio remporte la partie sur le score de 1 but à 0. Les journaux de l’époque n’ont pas mentionné le nom du joueur qui a marqué le premier but de l’histoire du club. Le trophée remporté ce jour-là, le Wanderpreis, existe toujours et se trouve dans le musée du club. Cinq mois plus tard, Grêmio inaugure son premier stade dénommé Baixada.
Lors des premières années de l’histoire de Grêmio, le football n’est pas un sport très populaire au Brésil. Le 18 juillet 1909 Grêmio bat pour la première fois le Sport Club Internacional un autre club de la ville de Porto Alegre. La victoire est très importante : le match se termine sur le score de 10 buts à 0 en faveur des Tricolor. Il est rapporté que pendant le match, le gardien de but de Grêmio Kallfelz quitta le terrain pour venir discuter avec les supporters. Encore de nos jours, cette victoire garde une place toute particulière dans les souvenirs des Gremitas, les supporters du club. Ce match est le point de départ d’une grande rivalité entre ce qui vont devenir les deux grands clubs de la ville. Ce derby appelé Grenal est un des principaux derbys du continent sud-américain.
Grêmio est un des membres fondateurs du championnat de Porto Alegre en 1910. Il reporte ce championnat pour la première fois en 1911. Le 25 août 1912 le Grêmio bat le Sport Clube Nacional de Porto Alegre sur le score de 23 à 0. Lors de ce match de championnat qui reste la plus large victoire du club, Sisson marque à lui seul 14 buts.

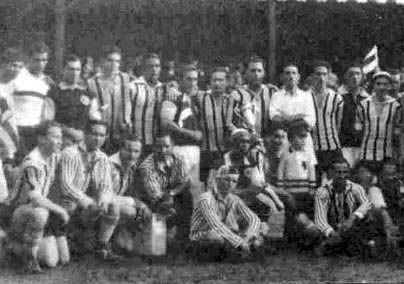
Équipe de Grêmio en 1931

En 1918, Grêmio est un des clubs fondateurs de la Fundação Rio-Grandense de Desportes plus tard connu sous le nom de Federação Gaúcha de Futebol, la première fédération organisant le football dans l'État du Rio Grande do Sul. Son premier championnat est prévu pour 1918, mais l’épidémie de grippe espagnole oblige la fédération à le reporter jusqu’en 1919. En 1921, une année après l’arrivée du légendaire gardien de but Eurico Lara, Grêmio remporte son premier championnat.
Le Grêmio a été l’instigateur de nombreuses premières dans le football brésilien. Le 7 juillet 1911, le Grêmio bat l’équipe nationale uruguayenne sur le score de 2 buts à 1. En 1931, le club est une des premières équipes brésiliennes à jouer en nocturne grâce à la mise en place de projecteurs dans le stade de Baixada. Le 19 mai 1935, Grêmio devient la première équipe du Rio Grande do Sul à battre une équipe de l’État de São Paulo, considéré alors comme le meilleur championnat brésilien. Le club de Porto Alegre bat Santos Futebol Clube sur le score de 3 buts à 2. Grêmio est aussi le premier club résident en dehors de Rio de Janeiro à jouer au stade Maracanã, battant pour l’occasion le Clube de Regatas do Flamengo 3 à 1 en 1950.
Rapidement le Grêmio commence à se faire un nom à l’étranger. En 1932, le club dispute son premier match international à Rivera en Uruguay. En 1949, le match contre le grand club uruguayen Club Nacional de Football se termine par une victoire de Grêmio sur le score de 3 buts à 1. À leur retour les joueurs sont accueillis en héros à Porto Alegre. Cette même année, le club voyage en Amérique centrale. Pendant les années 1953-1954, Le Grêmio part en tournée au Mexique, en Équateur et en Colombie. Le 25 février 1959; le Grêmio bat Boca Juniors 4 à 1 à Buenos Aires, devenant ainsi la première équipe étrangère à s’imposer à La Bombonera. En 1961 Grêmio part pour sa première tournée européenne. Le club joue 24 matchs dans 10 pays différents : France, Roumanie, Belgique, Grèce, Allemagne de l’Ouest, Pologne, Bulgarie, Luxembourg, Danemark et Russie.

### La professionnalisation du club
- 1950 : Premier joueur noir à porter les couleurs du club, Tesourinha.
- 1981 : Premier titre de champion du Brésil.
- 1983 : 2 ans après son premier titre de champion du Brésil, le club gagne la Coupe intercontinentale contre Hambourg SV 2-1.
- 1989 : Grêmio, achève son âge d'or des titres en gagnant la première édition de la Coupe du Brésil.
- 1991 : Le club est relégué en série B.
- 1993 : Le club remonte en série A.
- 1994 : Le club remporte sa deuxième Coupe du Brésil en battant le SC Cearà en finale.
- 1995 : En début de saison, Luiz Felipe Scolari est nommé entraîneur du club et dans la même année se qualifiera pour 3 finales, celle de la Coupe intercontinentale avec une défaite contre l'Ajax Amsterdam lors des tirs au but. Défaite aussi en finale de la Coupe du Brésil, et victoire en Copa Libertadores, pour la deuxième fois de son histoire, face à l'Atlético Nacional, en Colombie.
- 1996 : le 15 décembre le club est une nouvelle fois champion du Brésil.
- 1997 : Le club remporte sa 3e Coupe du Brésil.
- 2001 : Le club gagne sa 4e Coupe du Brésil.
- 2004 : Le club est relégué en série B.
- 2005 : après avoir fini premier du championnat du Brésil de Série B, le club est promu en Série A.
- 2007 : finaliste de la Copa Libertadores.
- 2016 : Le club gagne sa 5e Coupe du Brésil
- 2017 : Le club gagne sa 3e Copa Libertadores.

## Palmarès et records

### Palmarès
| Compétitions nationales | Compétitions internationales |
| - Championnat du Brésil (2) : - Champion : 1981 et 1996. - Vice-champion : 1982, 2008 et 2013 - Série B (1) : - Champion : 2005. - Coupe du Brésil (5) : - Vainqueur : 1989, 1994, 1997, 2001, 2016 - Finaliste : 1991, 1993, 1995 et 2020 - Supercoupe du Brésil (1) : - Vainqueur : 1990 - Gauchão (43) : - Champion : 1921, 1922, 1926, 1931, 1932, 1946, 1949, 1956, 1957, 1958, 1959, 1960, 1962, 1963, 1964, 1965, 1966, 1967, 1968, 1977, 1979, 1980, 1985, 1986, 1987, 1988, 1989, 1990, 1993, 1995, 1996, 1999, 2001, 2006, 2007, 2010, 2018, 2019, 2020, 2021, 2022, 2023 et 2024 | - Copa Libertadores (3) : - Vainqueur : 1983, 1995 et 2017. - Finaliste : 1984 et 2007. - Recopa Sudamericana (2) : - Vainqueur : 1996 et 2018. - Coupe intercontinentale de 1960 à 2004 (1) - Vainqueur : 1983. - Finaliste : 1995. - Coupe du monde des clubs de la FIFA : - Finaliste : 2017. - Internationale Coupe Mohammed-V : - Finaliste : 1986. |

### Records individuels
| Rang | Nom             | Période             | Matchs |
| ---- | --------------- | ------------------- | ------ |
| 1    | Tarciso         | 1973-1986           | 721    |
| 2    | Airton Pavilhão | 1954–1960 1961-1967 | 592    |
| 3    | Danrlei         | 1993–2003           | 591    |
| 4    | Leôncio Vieira  | 1955-1968           | 557    |
| 5    | Roger Machado   | 1994-2003           | 505    |
| 6    | Milton Kuelle   | 1953-1965           | 502    |
| 7    | Loivo           | 1968–1975           | 426    |
| 8    | Ancheta         | 1971–1979           | 426    |
| 9    | Mazarópi        | 1983-1990           | 425    |
| 10   | João Severiano  | 1960 1962-1972      | 422    |

| Rang | Nom            | Période                        | Buts |
| ---- | -------------- | ------------------------------ | ---- |
| 1    | Alcindo        | 1964–1971 1977                 | 264  |
| 2    | Tarciso        | 1973–1985                      | 222  |
| 3    | Gessy          | 1956–1960                      | 214  |
| 4    | Juarez         | 1955–1962                      | 202  |
| 5    | Luiz Carvalho  | 1923-1929, 1931-1934 1938-1939 | 160  |
| 6    | João Severiano | 1960 1962-1972                 | 132  |
| 7    | Baltazar       | 1979–1982                      | 130  |
| 8    | Milton Kuelle  | 1953-1965                      | 117  |
| 9    | Marino         | 1960–1964                      | 117  |
| 10   | Foguinho       | 1928-1942                      | 110  |

## Personnalités du club

### Entraîneurs
- 1987, 1993-1996, 2015 :  Luiz Felipe Scolari
- 2003-2004 :  Adílson
- 2004:  Claudião
- 2005:  Hugo de León
- 2005-2007:  Mano Menezes
- 2008:  Vagner Mancini
- 2008-2009 :  Celso Roth
- 2009 :  Marcelo Rospide (intérimaires)
- 2009- :  Paulo Autuori
- 2010 :  Silas
- 2010-2011, 2013, 2016-2021 :  Renato Gaúcho
- 2015-2016 :  Roger Machado

### Joueurs emblématiques
- Adriano Pereira
- Alex Telles
- Anderson
- Arthur
- Caio Henrique
- Christian
- Danrlei
- Diego Costa
- Douglas Costa
- Éder
- Edinho
- Eduardo Costa
- Emerson
- Everaldo
- Everton
- Felipe Melo
- Fernando Menegazzo
- Gilberto
- Grafite
- João Pedro
- Jeovânio
- Jonas
- Leão
- Lucas Leiva
- Marcelinho
- Mário Jardel
- Mário Fernandes
- Mathéus Coradini Vivian
- Michel Fernandes Bastos
- Paulo Isidoro
- Pepê
- Renato Gaúcho
- Roger
- Ronaldinho
- Valdo
- Vanderson
- Wendell
- Willian José
- Zé Roberto
- Eduardo Vargas
- Catalino Rivarola
- Atílio Ancheta